# Orup (musiker)
Hans Thomas "Orup" Eriksson, född 29 november 1958 i Huddinge, är en svensk popsångare, gitarrist och låtskrivare, son till jazzmusikern Hasse Eriksson.

## Artistnamnet

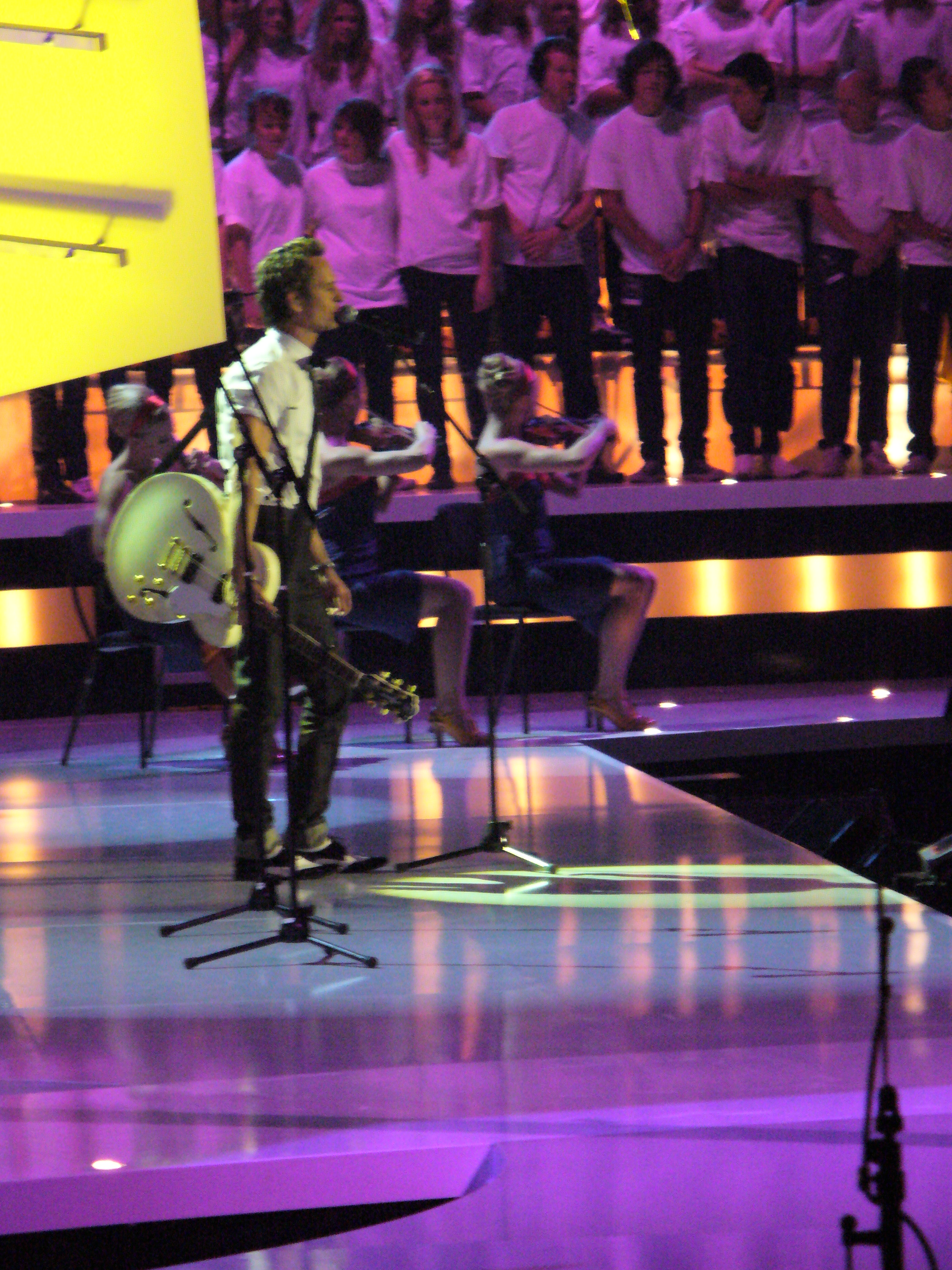
Orup på Fotbollsgalan 2006.

Eriksson fick smeknamnet "Orup" redan som barn. Han har i intervjuer sagt att han inte minns hur han fick det, men att det på något sätt kommer från journalisten Lars Orup.

## Biografi
Eriksson växte upp i Huddinge. Hans pappa Hasse Eriksson var jazzpianist och det var med honom han debuterade som tamburinspelare vid 9 års ålder. Han har en sex år äldre syster. Föräldrarna skilde sig när Orup var sju år gammal. Han spelade även ishockey i Huddinge IK tills han var en bit upp i tonåren. När Eriksson var 19 år gammal avled hans pappa. Efter att ha gått ut skolan försörjde han sig med tillfälliga arbeten som taxiförare, brevbärare och servitör.

### Musikkarriär
När Eriksson blev äldre var han med i flera band som hade några smärre framgångar. Orup inledde sin karriär i Magnum Bonum. Han var med och bildade flera band: Intermezzo (1975–1981), Ubangi (1982–1985) och Thereisno Orchestra (1986–1987) (med Cia Berg). Hans första mindre hit var med Intermezzo och låten "Kom och ta mig", som handlade om vapenvägran.
Karriären kom igång efter att Eriksson skickat in en demoskiva till Stikkan Andersons musikförlag Sweden Music. A&R-mannen Leif Käck tyckte att låten "Vill du inte ha mina kyssar?" skulle passa bra till Björn Skifs, som släppte den på singel 1986. Det blev en hit. Under andra halvan av 1987 kom singeln "Är du redo?" följt av det stora genombrottet med singeln "Jag blir hellre jagad av vargar" (andra plats på Svensktoppen). Sommaren 1987 fick han följa med Eva Dahlgren, Roxette och Ratata i turnén Rock runt riket 1987. 
Orup fick fler hitlåtar som "Regn hos mig", "Då står pojkarna på rad" och "Från Djursholm till Danvikstull" från de två första albumen, producerade av Anders Glenmark. 1989 deltog han tillsammans med Anders Glenmark i Melodifestivalen 1989 och kom på andra plats med låten "Upp över mina öron" en hårsmån från segern. 
1991 kom det engelskspråkiga albumet Orupean Songs som var ett försök till en internationell karriär. Albumet sålde 20 000 exemplar i USA med hjälp av låten "My Earth Angel", vilket tillsammans med en turné med låga besökssiffror gjorde att den internationella karriären övergavs. Allt som allt sålde albumet 80 000 exemplar, att jämföra med albumet "Orup 2" som sålde 250 000 exemplar.
1992 återkom Eriksson på svenska med albumet Stockholm & andra ställen där låtarna Magaluf och Stockholm blev stora hits. Framgångarna fortsatte 1993 med efterföljande albumet Orup 5 - Jag vände mig om men det var ingen där där framförallt singeln Vid min faders grav rönte stora framgångar. Eriksson deltog i 1994 års upplaga av Rocktåget tillsammans med Magnus Uggla, Just D och Cajsa-Stina Åkerström.
1994 slog sig Eriksson ihop med Anders Glenmark och Niklas Strömstedt och bildade GES. De spelade in singeln "När vi gräver guld i USA" som blev ledmotivet under fotbolls-VM 1994. GES skulle egentligen bara vara en engångsgrej men det blev både en skiva som sålde 450 000 exemplar och en turné, sommarens största. GES återkom 2003 men albumet Den andra skivan togs inte emot lika väl.
Orup förklarade 2001 att han i fortsättningen främst tänkte arbeta med att skriva låtar åt andra. Han har bland annat skrivit låten "Det gör ont" åt Lena Philipsson, vilken vann Melodifestivalen 2004. 2006, då han sålt över en miljon skivor fördelat på sju studioalbum och två samlingsalbum, var han tillbaka som soloartist på albumet Faktiskt.
2007 genomförde han en bejublad krogshow med Lena Philipsson, som under första halvan av 2007 fick fyra getingar av Expressen. Showen hade nypremiär på Chinateatern i Stockholm i september 2007. Med Lena Philipsson har han skrivit låtarna till tre album, Det gör ont en stund på natten men inget på dan (2004), Jag ångrar ingenting (2005) och Dubbel (2008). På sistnämnda medverkar han själv som sångare.
Ytterligare en comeback som soloartist skedde när Orup släppte albumet Född i november (2010), där titellåten gick in på Svensktoppen. 2011 genomförde han sin första soloturné på många år.
Orup var jurymedlem och coach i talangprogrammet X Factor 2012 i TV4. 2014 var han en av deltagarna i TV-programmet Så mycket bättre.
2018 firade Orup sin 60-årsdag med en stor konsert på Globen. Ubangi, Lena Ph och GES gästade honom på scen.
Vid Grammisgalan 2024 tilldelades Orup Årets hederspris. I motiveringen nämndes att Han är en popikon, låtskrivare och showman som tycks ha varit med oss alltid. Inte minst har han i varje skede tyckts minst lika tidlös utan att någonsin kompromissa med tidens anda. Alla dessa år i rampljuset har gjort honom smått folkkär, något han nog inte räknade med under startåren som fyndig, lätt kaxig orkesterledare på 1980-talet."

### Privatliv

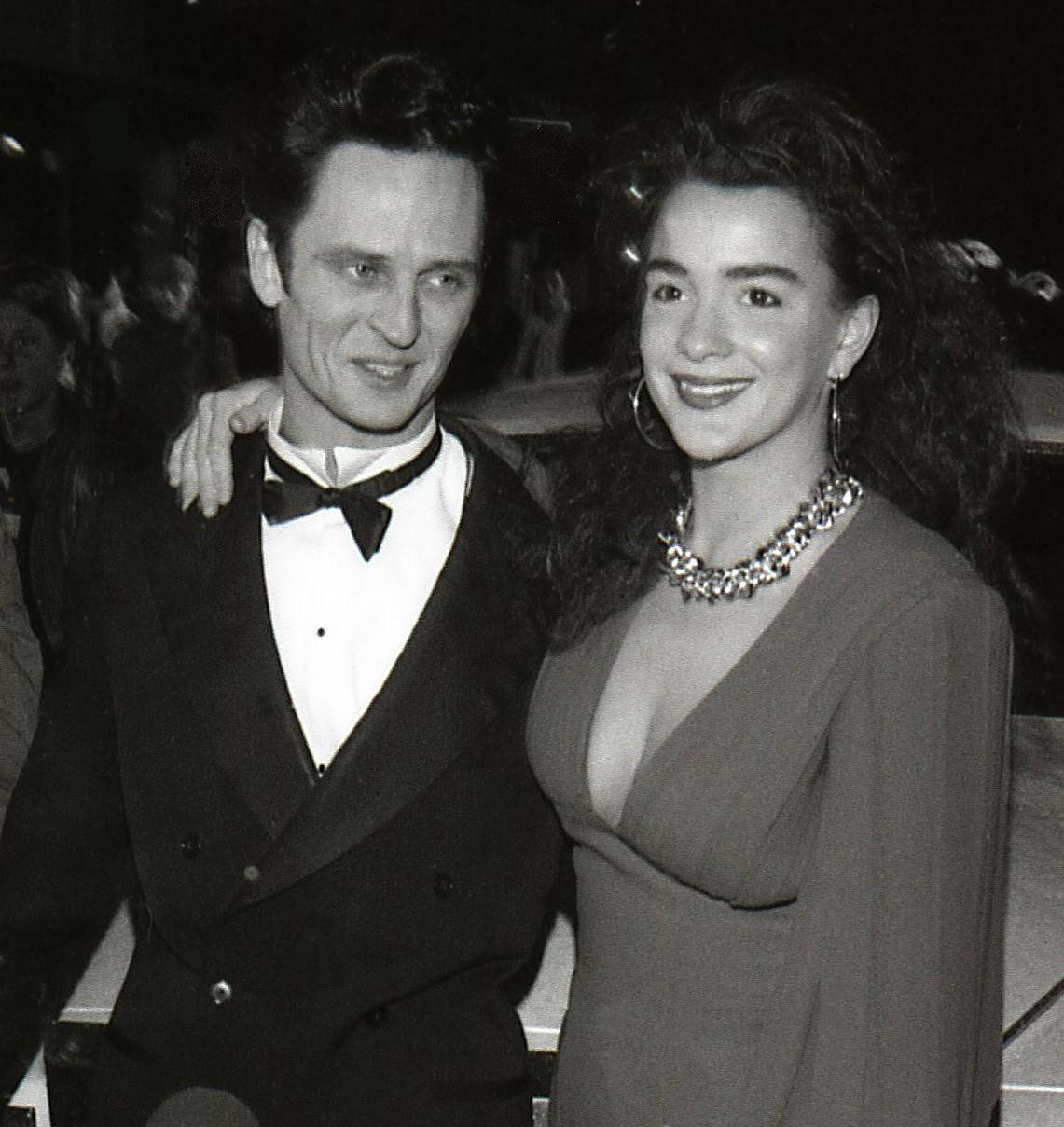
Orup med dåvarande flickvännen Sofia Eklöf, 1988.

Orup gifte sig 1989 med flickvännen Sofia Eklöf (numera Wistam) men de skildes 1996. Tillsammans har de sonen Kid, född 1991. Sedan år 2000 är Orup gift med Pernilla Pettersson och paret bor med fem barn vid Mariatorget på Södermalm i Stockholm.
Orup lider av stamning, något han berättade om i Så mycket bättre och hur detta påverkat hans musik.

## Diskografi

### Studioalbum
- 1988 – Orup
- 1989 – Orup 2
- 1991 – Orupean Songs
- 1992 – Stockholm & andra ställen
- 1993 – Orup 5 - Jag vände mig om men det var ingen där
- 1998 – Teddy
- 2000 – Elva hjärtan
- 2006 – Faktiskt
- 2008 – Dubbel (med Lena Philipsson)
- 2010 – Född i november
- 2013 – Rosenthaler Platz

### Samlingsalbum
- 1996 – Flickor förr & nu. 1986–1996
- 2004 – Bästa
- 2014 – Viva la pop

## Låtar åt andra artister
- Björn Skifs – "Vill du inte ha mina kyssar..." (1986)[11]
- Zemya Hamilton - "Min arm omkring din hals"
- Kayo - Kärleksland (hela skivan)
- Lena Philipsson - "Det gör ont" och alla låtar på albumet "Det gör ont en stund på natten men inget på dan" (2004) samt albumet "Jag ångrar ingenting" (2005).
- Linnea Henriksson - "Lyckligare nu" och andra låtar på albumet Till mina älskade och älskare (2012)

## Utmärkelser
- Litteris et Artibus, 28 januari 2025[12]